# Meissnitzer Band
Die Meissnitzer Band ist eine österreichische MundART-Band aus dem salzburgischen Abtenau. Sie bezeichnen ihren Musikstil als „Crossover der MundARTmusik“.

## Bandgeschichte
1996 gründete die Sängerin Christiane Meissnitzer mit Hans Gsenger und Mark Reschreiter das Trio Meisi Musi. Ursprünglich wollten sie nur zur Unterstützung der Skirennläuferin Alexandra „Meisi“ Meissnitzer, der Cousine von Christiane, bei einem Weltcuprennen in Slowenien spielen. Aus weiteren Auftritten bei Skirennen und im lokalen Umfeld wurde eine feste Band und ab 2003 mit erweiterter Besetzung die Meissnitzer Band, die im selben Jahr erstmals am Grand Prix der Volksmusik teilnahm.
2004 erhielten sie den Auftrag, eine Hymne für das Bundesland Salzburg zu komponieren.
In den folgenden Jahren wuchs ihre Popularität. Dem landesweiten Radiohit Hoamat aus dem gleichnamigen Album (2008) folgte ein Jahr später das Album Echt. Noch erfolgreicher war das Album Hiatz 2010, das es erstmals auch in die österreichischen Albumcharts schaffte.
Ein Herzensprojekt der Musiker ist ihr Konzertprogramm „Advent im Gebirg“. Das Akustikprogramm wurde 2010 aus der Taufe gehoben und ist mittlerweile der Höhepunkt im Jahreskalender der Meissnitzer Band. Handgemachte Melodien werden mit traditionellem Volksliedgut verknüpft und unplugged dargeboten.
Mittlerweile hat die Band tausende Konzerte gespielt, weit über 100 eigene Songs geschrieben, 14 CDs produziert, drei verschiedene Konzertprogramme entwickelt, mehrfach Auszeichnungen mit Gold und Doppelplatin erhalten und zahlreiche TV-Auftritte absolviert. Auch Top-Platzierungen in den Airplaycharts und soziales Engagement sind Bestandteil der 25-jährigen Bandgeschichte.

## Stil
Eine genaue musikalische Zuordnung ist schwierig. Die Band mischt erdigen Bandsound mit verschiedenen Facetten aus Pop, Rock und Reggae, experimentiert mit Einflüssen aus der Volksmusik und arbeitet mit elektronischen Elementen. Der Gesang ist im Salzburger Dialekt. Sie spielen „Gute Laune Musik“ aber auch Lieder mit einfühlsamen Texten und gesellschaftskritischer Haltung.

## Diskografie

### Alben
Meisi-Musi
- Es is so sche
- Oafach cool uns're Meisi

Meissnitzer Band
- Nimm's Easy (2004)
- Aufi aufn Berg (2006)
- (Koane) Stubenhocker (2007)
- Hoamat (2008)
- Echt (2009)
- Hiatz (2010)
- Du und i (2011)
- Advent im Gebirg (2012)
- Best of (2012)
- Sinn (Konzertprogramm Advent im Gebirg) (2014)
- Best of (2018)
- Mit dir (2021)

### Lieder
- S'Leben is a Hit (2003)
- Land zum Leben (2004)
- Hoamat (2008)
- I wü mei eigene Spur ziagn (2011)
- Wetterregen (2011)